# Christopher Gibson (ishockeymålvakt)
Christopher Gibson, född 27 december 1992, är en finländsk professionell ishockeymålvakt som är kontrakterad till NHL-organisationen Tampa Bay Lightning och spelar för deras primära samarbetspartner Syracuse Crunch i AHL. 
Han har tidigare spelat på lägre nivåer för Bridgeport Sound Tigers och Toronto Marlies i AHL, Orlando Solar Bears i ECHL och Saguenéens de Chicoutimi i Ligue de hockey junior majeur du Québec (LHJMQ).
Gibson draftades i andra rundan i 2011 års draft av Los Angeles Kings som 49:e spelare totalt.